# March of Dimes
March of Dimes est une association caritative américaine axée sur la santé dont la mission est d'améliorer la santé des bébés en évitant les problèmes à la naissance, les naissances prématurées et la mortalité infantile. Elle a été fondée en 1938 sous le nom National Foundation for Infantile Paralysis (en) par le président Franklin Delano Roosevelt pour vaincre la poliomyélite, maladie dont il pensait être atteint. Le nom de March of Dimes était initialement celui de la campagne annuelle de levée de fonds de l'association (le « dime » étant la pièce de 10 cents). Il fut créé par Eddie Cantor lors de la diffusion d'un volet de March of Times, les informations filmées diffusées dans les cinémas américains des années 1930 aux années 1950.